# CAF Confederation Cup 2005
Der CAF Confederation Cup 2005 war die 2. Spielzeit des zweitwichtigsten afrikanischen Wettbewerbs für Vereinsmannschaften im Fußball unter dieser Bezeichnung. Die Saison begann mit der Vorrunde am 30. Januar 2005 und endete mit den Finalspielen im November 2005. Titelverteidiger war der ghanaische Verein Accra Hearts of Oak.
Sieger wurde FAR Rabat aus Marokko, die sich im Finale nach einem Gesamtergebnis von 3:1 gegen Dolphins FC durchsetzen konnten. Sie qualifizierten sich somit für den CAF Super Cup gegen den Sieger der Champions League 2005.

## Vorrunde
Die Hinspiele wurden vom 28. bis zum 30. Januar, die Rückspiele vom 12. bis zum 18. Februar 2005 ausgetragen.
|                           | Gesamt          |                                   | Hinspiel | Rückspiel |
| ------------------------- | --------------- | --------------------------------- | -------- | --------- |
| Mogas 90 FC               | 2:3             | AS Douanes de Lomé                | 1:3      | 1:0       |
| Dakar UC                  | 1:1 (1:3 i. E.) | CODM Meknès                       | 1:0      | 0:1       |
| Armed Forces FC           | 1 w/o 1         | CI Kamsar                         | —        | —         |
| AS Nianan                 | 1:2             | Olympique Khouribga               | 1:1      | 0:1       |
| Heart of Lions            | 2 w/o 2         | ASAC Concorde                     | —        | —         |
| CD Elá Nguema             | (a)1:1(a)       | Munisport de Pointe-Noire         | 0:0      | 1:1       |
| SC Cilu                   | 8:0             | CO Bouaflé                        | 3:0      | 5:0       |
| ASF Bobo-Dioulasso        | 3:4             | al-Ittihad                        | 3:0      | 0:4       |
| Gazelle FC                | (a)3:3(a)       | FC 105 Libreville                 | 3:1      | 0:2       |
| Botswana Defence Force XI | 4:2             | Atlético Petróleos do Namibe      | 3:1      | 1:1       |
| Savanne SC                | 2:4             | Red Star Anse-aux-Pins            | 2:0      | 0:4       |
| Kipanga FC                | 1:2             | Kampala Capital City Authority FC | 1:1      | 0:1       |
| Green Buffaloes           | 2:3             | APR FC                            | 1:0      | 1:3       |
| Ferroviário Maputo        | 3 w/o 3         | Hwange Colliery FC                | —        | —         |
| USCA Foot                 | 4:2             | Prisons Mbeya                     | 4:1      | 0:1       |
| Banks SC                  | 4 w/o 4         | Chemelil Sugar                    | —        | —         |
| King Faisal Babes         | 5 w/o 5         | Sierra Leone                      | —        | —         |

Anmerkungen

## Erste Runde
Die Hinspiele wurden vom 4. bis zum 6. März, die Rückspiele vom 18. bis zum 20. März 2005 ausgetragen.
|                                   | Gesamt    |                                | Hinspiel | Rückspiel |
| --------------------------------- | --------- | ------------------------------ | -------- | --------- |
| AS Douanes de Lomé                | 1:3       | Stella Club d’Adjamé           | 1:0      | 0:3       |
| CODM Meknès                       | 0:3       | AS Marsa                       | 0:1      | 0:2       |
| CI Kamsar                         | 2:4       | Bendel Insurance               | 1:1      | 1:3       |
| King Faisal Babes                 | 4:1       | ASEC Ndiambour                 | 3:0      | 1:1       |
| Olympique Khouribga               | 2:4       | MC Oran                        | 2:0      | 0:4       |
| ASAC Concorde                     | 0:2       | Bamboutos FC                   | 0:0      | 0:2       |
| CD Elá Nguema                     | 1:4       | Rangers International          | 0:1      | 1:3       |
| SC Cilu                           | (a)2:2(a) | Union Douala                   | 2:1      | 0:1       |
| al-Ittihad                        | 5:3       | Jeunesse Sportive Kairouanaise | 3:0      | 2:3       |
| FC 105 Libreville                 | 6:2       | GD Interclube                  | 3:1      | 3:1       |
| Botswana Defence Force XI         | 1:2       | FC Saint Eloi Lupopo           | 1:0      | 0:2       |
| Red Star Anse-aux-Pins            | 01:13     | SuperSport United              | 1:4      | 0:9       |
| Kampala Capital City Authority FC | 0:1       | APR FC                         | 0:0      | 0:1       |
| Ferroviário Maputo                | 0:3       | Ismaily SC                     | 0:1      | 0:2       |
| USCA Foot                         | 3:4       | al-Merreikh Omdurman           | 3:1      | 0:3       |
| Banks SC                          | 1:3       | al-Mokawloon al-Arab           | 0:0      | 1:3       |

## Zweite Runde
Die Hinspiele wurden vom 8. bis zum 11. April, die Rückspiele vom 23. bis zum 24. April 2005 ausgetragen.
|                       | Gesamt          |                      | Hinspiel | Rückspiel |
| --------------------- | --------------- | -------------------- | -------- | --------- |
| Stella Club d’Adjamé  | 1:2             | AS Marsa             | 1:0      | 0:2       |
| Bendel Insurance      | 0:1             | King Faisal Babes    | 0:0      | 0:1       |
| MC Oran               | (a)2:2(a)       | Bamboutos FC         | 2:1      | 0:1       |
| Rangers International | 3:2             | Union Douala         | 3:1      | 0:1       |
| al-Ittihad            | (a)3:3(a)       | FC 105 Libreville    | 3:1      | 0:2       |
| FC Saint Eloi Lupopo  | 2:2 (2:3 i. E.) | SuperSport United    | 2:0      | 0:2       |
| APR FC                | 6 w/o 1         | Ismaily SC           | —        | —         |
| al-Merreikh Omdurman  | 3:4             | al-Mokawloon al-Arab | 3:1      | 0:3       |

Anmerkungen

## Play-off-Runde
Bei der Auslosung wurde je ein Sieger der zweiten Runde gegen einen Unterlegenen der Achtelfinale der Champions League gelost, wobei die Vereine des CAF Confederation Cups im Rückspiel Heimrecht hatten. Die Hinspiele wurden vom 6. bis zum 8. Mai, die Rückspiele vom 21. bis zum 23. Mai 2005 ausgetragen.
|                        | Gesamt          |                       | Hinspiel | Rückspiel |
| ---------------------- | --------------- | --------------------- | -------- | --------- |
| USM Algier             | 2:2 (4:5 i. E.) | AS Marsa              | 1:1      | 1:1       |
| Africa Sports National | 0:3             | al-Mokawloon al-Arab  | 0:0      | 0:3       |
| Kaizer Chiefs          | 1 w/o 1         | Ismaily SC            | :        | :         |
| Atlético Sport Aviação | 2:3             | FC 105 Libreville     | 1:1      | 1:2       |
| FAR Rabat              | (a)2:2(a)       | Rangers International | 1:0      | 1:2       |
| Dolphins FC            | 6:3             | SuperSport United     | 4:1      | 2:2       |
| Red Arrows FC          | 3:4             | King Faisal Babes     | 1:1      | 2:3       |
| Fello Star             | 4:0             | Bamboutos FC          | 1:0      | 3:0       |

Anmerkungen

## Gruppenphase
Die acht Sieger der Play-off-Runde wurden zu zwei Gruppen mit jeweils vier Mannschaften gelost. Die Gruppensieger qualifizierten sich für das Finale, die Zweit-, Dritt- und Viertplatzierten schieden aus dem Wettbewerb aus. Bei Punktgleichheit zweier oder mehrerer Mannschaften wurde die Platzierung durch folgende Kriterien ermittelt:
1. Anzahl Punkte im direkten Vergleich
2. Tordifferenz im direkten Vergleich
3. Anzahl Tore im direkten Vergleich
4. Anzahl Auswärtstore im direkten Vergleich
5. Wenn nach der Anwendung der Kriterien 1 bis 4 immer noch mehrere Mannschaften denselben Tabellenplatz belegen, werden die Kriterien 1 bis 4 erneut angewendet, jedoch ausschließlich auf die Direktbegegnungen der betreffenden Mannschaften. Sollte auch dies zu keiner definitiven Platzierung führen, werden die Kriterien 6 bis 9 angewendet.
6. Tordifferenz aus allen Gruppenspielen
7. Anzahl Tore in allen Gruppenspielen
8. Anzahl Auswärtstore in allen Gruppenspielen
9. Losziehung

### Gruppe A
| Pl. | Verein            | Sp. | S | U | N | Tore    | Diff. | Punkte |
| --- | ----------------- | --- | - | - | - | ------- | ----- | ------ |
| 1.  | FAR Rabat         | 6   | 5 | 1 | 0 | 007:200 | +5    | 16     |
| 2.  | King Faisal Babes | 6   | 4 | 0 | 2 | 008:500 | +3    | 12     |
| 3.  | AS Marsa          | 6   | 2 | 1 | 3 | 006:600 | ±0    | 07     |
| 4.  | Fello Star        | 6   | 0 | 0 | 6 | 002:100 | −8    | 0      |

| 23./24. Juli 2005      |     |                   |
| AS Marsa               | 0:0 | FAR Rabat         |
| Fello Star             | 0:1 | King Faisal Babes |
| 6./7. August 2005      |     |                   |
| King Faisal Babes      | 1:0 | AS Marsa          |
| FAR Rabat              | 1:0 | Fello Star        |
| 20./21. August 2005    |     |                   |
| Fello Star             | 1:2 | AS Marsa          |
| King Faisal Babes      | 1:2 | FAR Rabat         |
| 10. September 2005     |     |                   |
| AS Marsa               | 3:1 | Fello Star        |
| FAR Rabat              | 2:1 | King Faisal Babes |
| 24./25. September 2005 |     |                   |
| FAR Rabat              | 1:0 | AS Marsa          |
| King Faisal Babes      | 2:0 | Fello Star        |
| 15. Oktober 2005       |     |                   |
| AS Marsa               | 1:2 | King Faisal Babes |
| Fello Star             | 0:1 | FAR Rabat         |

### Gruppe B
| Pl. | Verein               | Sp. | S | U | N | Tore    | Diff. | Punkte |
| --- | -------------------- | --- | - | - | - | ------- | ----- | ------ |
| 1.  | Dolphins FC          | 6   | 4 | 2 | 0 | 010:400 | +6    | 14     |
| 2.  | Ismaily SC           | 6   | 3 | 2 | 1 | 011:400 | +7    | 11     |
| 3.  | al-Mokawloon al-Arab | 6   | 2 | 0 | 4 | 006:800 | −2    | 06     |
| 4.  | FC 105 Libreville    | 6   | 1 | 0 | 5 | 004:150 | −11   | 03     |

| 23./24. Juli 2005      |     |                      |
| FC 105 Libreville      | 0:1 | Ismaily SC           |
| Dolphins FC            | 2:1 | al-Mokawloon al-Arab |
| 5./7. August 2005      |     |                      |
| Ismaily SC             | 1:1 | Dolphins FC          |
| al-Mokawloon al-Arab   | 2:1 | FC 105 Libreville    |
| 19./21. August 2005    |     |                      |
| al-Mokawloon al-Arab   | 2:3 | Ismaily SC           |
| Dolphins FC            | 3:0 | FC 105 Libreville    |
| 9./11. September 2005  |     |                      |
| Ismaily SC             | 0:1 | al-Mokawloon al-Arab |
| FC 105 Libreville      | 2:3 | Dolphins FC          |
| 24./25. September 2005 |     |                      |
| al-Mokawloon al-Arab   | 0:1 | Dolphins FC          |
| Ismaily SC             | 6:0 | FC 105 Libreville    |
| 15./16. Oktober 2005   |     |                      |
| FC 105 Libreville      | 1:0 | al-Mokawloon al-Arab |
| Dolphins FC            | 0:0 | Ismaily SC           |

## Finalrunde

### Finale

#### Hinspiel
| Dolphins FC                                            | Dolphins FC | FAR Rabat | FAR Rabat |
| ------------------------------------------------------ | --- | --- | --------- |
| Dolphins FC                                            | \| 6. November 2005 in Port Harcourt (Liberation-Stadion) \| \| Ergebnis: 1:0 (0:0) \| \| Zuschauer: 12.000 \| \| Schiedsrichter: Malik Sillah ( Gambia) \| | \| 6. November 2005 in Port Harcourt (Liberation-Stadion) \| \| Ergebnis: 1:0 (0:0) \| \| Zuschauer: 12.000 \| \| Schiedsrichter: Malik Sillah ( Gambia) \| | FAR Rabat |
| Dolphins FC                                            | Chijioke Ejiogu – Michaël Olajide, Joseph Eyimofe, Efosa Eguakun, Kelechi Osunwa (58. Bola Bello), Endurance Idahor, Godwin Emmah, Victor Babayaro, Obinna Nnodim, David Tosso (80. Uwazuoke Wobo), Ndala Ibrahim (51. Jacob Akhiobare) Cheftrainer: Musa Abdulahi | Tarik El Jarmouni – Mohamed El Fadli, Ouchia El Housaine, Jaafari, Adil Serraj, Hafid Abdessadek, Noureddine Boubou, Khalidi El Maarofi, Yassine Naoum (82. Jawad Bouâouda), Ahmed Ajeddou (79. Mounir Benkassou), Ahmed Ajraoui (60. Jawad Ouaddouch) Cheftrainer: Mohamed Fakhir | FAR Rabat |
| Dolphins FC                                            | 1:0 Bello (85.) | | FAR Rabat |
| Dolphins FC                                            | El Housaine, El Maarofi, Boubou | | FAR Rabat |
| 6. November 2005 in Port Harcourt (Liberation-Stadion) | | |           |
| Ergebnis: 1:0 (0:0)                                    | | |           |
| Zuschauer: 12.000                                      | | |           |
| Schiedsrichter: Malik Sillah ( Gambia)                 | | |           |

#### Rückspiel
| FAR Rabat                                          | FAR Rabat | Dolphins FC | Dolphins FC |
| -------------------------------------------------- | --- | --- | ----------- |
| FAR Rabat                                          | \| 19. November 2005 in Rabat (Stade Moulay Abdallah) \| \| Ergebnis: 3:0 (2:0) \| \| Zuschauer: 40.000 \| \| Schiedsrichter: Hichem Guirat ( Tunesien) \| | \| 19. November 2005 in Rabat (Stade Moulay Abdallah) \| \| Ergebnis: 3:0 (2:0) \| \| Zuschauer: 40.000 \| \| Schiedsrichter: Hichem Guirat ( Tunesien) \|                                                                             | Dolphins FC |
| FAR Rabat                                          | Tarik El Jarmouni – Mohamed El Fadli, Jaafari, Jawad Bouâouda, Hafid Abdessadek, Noureddine Boubou, Adil Serraj, Yassine Naoum, Kaddioui (90. Ouchla), Ahmed Ajeddou (84. Khalidi El Maarofi), Ahmed Ajraoui (83. Mounir Benkassou) Cheftrainer: Mohamed Fakhir | Chijioke Ejiogu – Godwin Emmah, Kenedy, Joseph Eyimofe, Dosso (52. Kingsley), Obinna Nnodim, Efisa, Victor Babayaro, Endurance Idahor, Kelechi Osunwa (80. Jacob Akhiobare), Uwazuoke Wobo (53. Bola Bello) Cheftrainer: Musa Abdulahi | Dolphins FC |
| FAR Rabat                                          | 1:0 Serraj (10.) 2:0 Serraj (45.) 3:0 Ajraoui (63.) | | Dolphins FC |
| FAR Rabat                                          | Naoum (51.) | Al Hassan (45.) | Dolphins FC |
| 19. November 2005 in Rabat (Stade Moulay Abdallah) | | |             |
| Ergebnis: 3:0 (2:0)                                | | |             |
| Zuschauer: 40.000                                  | | |             |
| Schiedsrichter: Hichem Guirat ( Tunesien)          | | |             |